# Metropolitano de Marselha

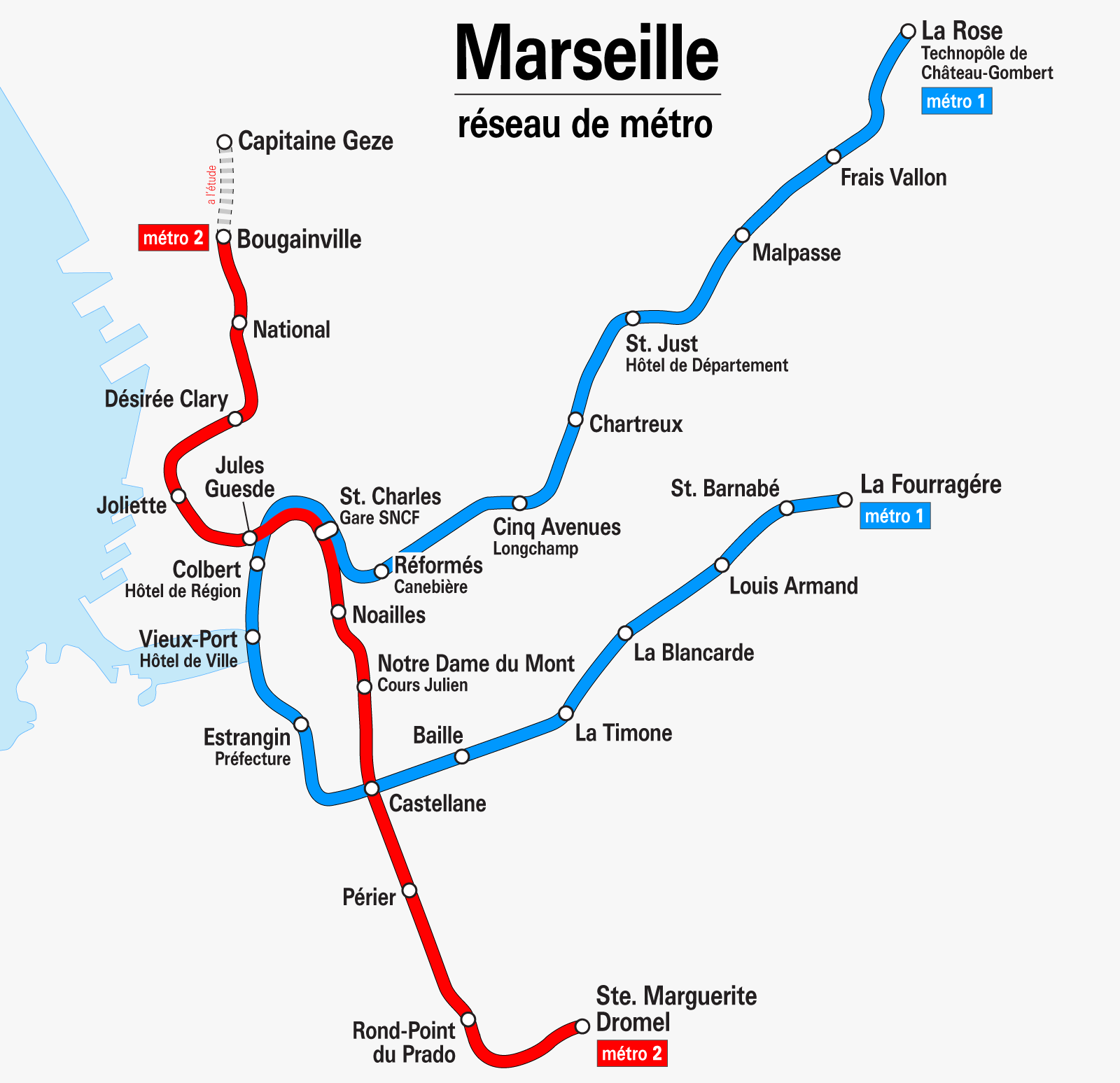
Diagrama geográfico do Metro de Marselha.

O Metro de Marselha é o sistema de metropolitano que opera na cidade francesa de Marselha. Foi inaugurado em 1977, tem 19 quilómetros de comprimento e conta com 26 estações em duas linhas.
As carruagens desta rede são controladas por intermédio de um computador, à semelhança do Metro de Lille.

## Linhas
| Linha   | Cor      | Trajecto                         |
| ------- | -------- | -------------------------------- |
| Linha 1 | Azul     | La Timone - La Rose              |
| Linha 2 | Vermelho | Bougainville - Sainte-Marguerite |